# Mikrotia

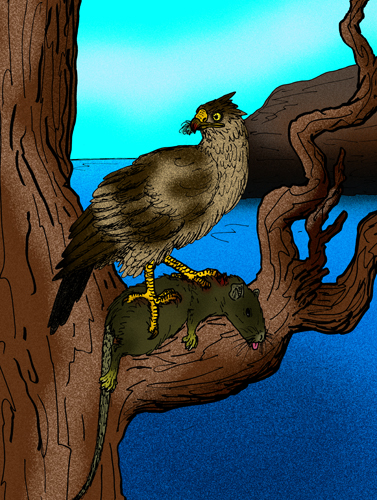
Garganoaetus freudenthali вполював Mikrotia

Mikrotia — викопний рід з родини мишевих. Він жив у верхньому міоцені (≈ 11,63—5 мільйонів років тому), а його викопні залишки були знайдені в Італії (Гаргано). Типовим видом є M. magna, хоча відомі також два інші види (M. maiuscula і M. parka).
Ця тварина, попри належність до Muridae, була значно більшою розмірами, ніж сучасні еквіваленти.